# Fred Sersen
Fred Sersen (Cecoslovacchia, 24 febbraio 1890 – Los Angeles, 11 dicembre 1962) è stato un effettista statunitense.

## Biografia
All'età di 17 anni si trasferì negli Stati Uniti. Studiò arte presso la Los Angeles School of Art and Design, la Portland Art Academy e la San Francisco Institute of Art. Il primo film in cui è stato accreditato è Un americano alla corte di re Artù (A Connecticut Yankee) del 1931. Nel 1937 ha ricreato il Grande incendio di Chicago sullo schermo per il film L'incendio di Chicago.
Ha lavorato soprattutto per la 20th Century Fox nel periodo dal 1930 al 1950. La sua filmografia supera i 200 film.
Ricevette otto candidature agli Oscar vincendone due.

## Filmografia parziale
- La grande pioggia (The Rains Came), regia di Clarence Brown (1939)
- L'incendio di Chicago (In Old Chicago), regia di Henry King (1937)
- Alla ricerca della felicità (The Blue Bird), regia di Walter Lang (1940)
- Il mio avventuriero (A Yank in the R.A.F.), regia di Henry King (1941)
- Il cigno nero (The Black Swan), regia di Henry King (1942)
- Agguato sul fondo (Crash Dive), regia di Archie L. Mayo (1943)
- Nel frattempo, cara (In the Meantime, Darling), regia di Otto Preminger (1944)
- Wilson, regia di Henry King (1944)
- Nelle tenebre della metropoli (Hangover Square), regia di John Brahm (1945)
- Gli ammutinati di Sing Sing (Within These Walls), regia di H. Bruce Humberstone (1945)
- Capitano Eddie (Captain Eddie), regia di Lloyd Bacon (1945)
- Doll Face, regia di Lewis Seiler (1945)
- If I'm Lucky, regia di Lewis Seiler (1946)
- Bellezze rivali (Centennial Summer), regia di Otto Preminger (1946)
- La moneta insanguinata (The Brasher Doubloon), regia di John Brahm (1947)
- Il figlio della tempesta (Deep Waters), regia di Henry King (1948)
- Il ventaglio (The Fan), regia di Otto Preminger (1949)
- Bill sei grande! (When Willie Comes Marching Home), regia di John Ford (1950)
- Ultimatum alla Terra (The Day the Earth Stood Still), regia di Robert Wise (1951)
- Mariti su misura (The Model and the Marriage Broker), regia di George Cukor (1951)
- Operazione Cicero (Five Fingers), regia di Joseph L. Mankiewicz (1952)
- Viva Zapata!, regia di Elia Kazan (1952)
- Down Among the Sheltering Palms, regia di Edmund Goulding (1953)